# Шинкарьов Андрій Вікторович
Шинкарьов Андрій Вікторович (нар. 20 квітня 1970, Харків, УРСР) — радянський та український футболіст, універсал.

## Життєпис
Народився в Харкові. Вихованець місцевої академії «Металіста», перший тренер — В. Богданов. Дорослу футбольну кар'єру розпочав 1987 року в дублі «Металіста». За першу команду харків'ян дебютував 6 вересня 1987 року в нічийному (0:0) домашньому поєдинку 5-го туру групи Г Кубку Федерації футболу СРСР проти донецького «Шахтаря». Андрій вийшов на поле в стартовому складі та відіграв увесь матч. За два сезони, проведені в харківському клубі, зіграв 30 матчів (3 голи) за дублюючий склад та 2 поєдинки в кубку Федерації футболу СРСР за першу команду.
У 1988 році призваний на військову службу, яку проходив у складі ЦСКА. У 1989 році виступав за «армійців» в змаганнях КФК, а наступного року — в Другій нижчій лізі (30 матчів, 5 голів). У 1991 році повернувся до «Металіста», де продовжував виступати переважно за дублюючий склад. У Вищій лізі СРСР дебютував 9 квітня 1991 року в нічийному (1:1) виїзному поєдинку 6-го туру проти київського «Динамо». Шинкарьов вийшов на поле на 77-ій хвилині, замінивши Гурама Аджоєва. Наступного року «Металіст» отримав право виступати в Вищій лізі України. В українських змаганнях дебютував 1 березня 1992 року в переможному (2:1) виїзному поєдинку 1/8 фіналу кубку України проти чортківського «Кристалу». Андрій вийшов на поле на 75-ій хвилині, замінивши Дмитра Хомуху. У Вищій лізі України дебютував 16 квітня 1992 року в програному (1:3) виїзному поєдинку 13-го туру підгрупи 2 проти луцької «Волині». Шинкарьов вийшов на поле на 68-ій хвилині, замінивши Олександра Карабуту. Дебютним голом за «Металіст» відзначився 15 травня 1993 року на 40-ій хвилині нічийного (1:1) домашнього поєдинку 25-го туру Вищої ліги України проти сімферопольської «Таврії». Андрій вийшов на поле в стартовому складі та відіграв увесь матч. У команді виступав до осені 1995 року, за цей час у чемпіонатах України та СРСР зіграв 90 матчів (6 голів), ще 15 матчів (1 гол) провів у кубку СРСР та кубку України. Восени 1995 року завершив кар'єру гравця.